# GLADIATOR 023 in OSAKA
GLADIATOR 023 in OSAKAは、日本の総合格闘技団体「GLADIATOR」の大会の一つ。
2023年9月30日、大阪府豊中市の176BOXで開催された。

## 大会概要
本大会ではバンタム級とフェザー級のタイトルマッチ、ならびにPROGRESSフォークスタイルグラップリング暫定ウェルター級王座決定トーナメント決勝戦が実施された。バンタム級は前回大会から始まったバンタム級GPの準決勝後半の4試合が組まれる予定であったものの、諸事情により出場希望選手が参戦できなくなり、テムーレン・アルギルマーと竹本啓哉の一戦を今回タイトルマッチとして開催することに。。一方、フェザー級王座決定トーナメント決勝＝新王者決定戦は、ダギースレン・チャグナードルジが計量オーバー。対戦相手のパン・ジェヒョクが新王者に認定され、この試合はフェザー級5分3R、イエローカード2枚スタートで行われている。。

## 試合結果

### オープニングファイト
アマチュアGLADIATOR フライ級 3分2R
○  向井琉綺弥 vs.  伊藤琥大郎 ×
2R 0:55 腕ひしぎ十字固め

### プレリミナリーファイト
第1試合 バンタム級 5分2R
○  南友之輔 vs.  小松祐貴 ×
2R 3:19 KO
第2試合 バンタム級 5分2R
○  吉田開威 vs.  空 ×
判定3-0
第3試合 バンタム級 5分2R
○  宮口龍鳳 vs.  エダ塾長こうすけ ×
2R 0:52 KO
第4試合 ウェルター級 5分2R
○  阿部光太 vs.  森井翼 ×
2R 2:46 リアネイキドチョーク
第5試合 フェザー級 5分2R
○  桑本征希 vs.  高木亮 ×
2R 1:45 TKO
第6試合 フライ級 5分2R
○  和田教良 vs.  梅亞愚裸毒一郎 ×
判定3-0
第7試合 バンタム級 5分2R
○  川北晏生 vs.  藤原克也 ×
2R 2:43 リアネイキドチョーク
第8試合 PROGRESSフォークスタイルグラップリング 60kg契約 5分2R
○  NavE vs.  前田吉朗 ×
2R 2:48 リアネイキドチョーク

### メインカード
第9試合 ライト級 5分3R
○  エフェヴィガ雄志 vs.  八木敬志 ×
判定3-0
第10試合 ミドル級 5分3R
○  イ・イサク vs.  藤井章太 ×
2R 3:43 TKO
第11試合 フェザー級 5分3R
○  チハヤフル・ズッキーニョス vs.  ハンセン玲雄 ×
2R 4:01 TKO
第12試合 フェザー級 5分3R
○  河名マスト vs.  ユン・ダウォン ×
判定3-0
第13試合 PROGRESSフォークスタイルグラップリング ウェルター級暫定王者決定トーナメント決勝戦 5分3R
○  森戸新士 vs.  世羅智茂 ×
判定4-2
※森戸がプログレスウェルター級暫定王者に
第14試合 フェザー級 5分3R
○  パン・ジェヒョク vs.  ダギースレン・チャグナードルジ ×
判定3-0
※ダギースレンが1.75kgオーバーのためイエローカード2枚スタート
※パンがトーナメント優勝のためGLADIATOR第5代フェザー級王者に
第15試合 GLADIATORバンタム級タイトルマッチ 5分3R
○  竹本啓哉 vs.  テムーレン・アルギルマー ×
判定2-1
※竹本啓哉が第8代GLADIATORバンタム級王者に。

### ポストリミナリー
第16試合 ライト級 5分2R
○  磯嶋祥蔵 vs.  翔 ×
1R 4:25 腕ひしぎ十字固め
第17試合 フェザー級 5分2R
○  水野翔 vs.  野口蒼太 ×
1R 4:25 アームロック
第18試合 ストロー級 5分2R
○  澤田政輝 vs.  三輪勇気 ×
1R 3:32 腕ひしぎ十字固め
第19試合 フライ級 5分2R
○  陸虎 vs.  古賀珠楠 ×
1R 3:33 腕ひしぎ十字固め
第20試合 フライ級 5分2R
○  坪内一将 vs.  宮川日向 ×
判定3-0

### ザ・ワンTV ファイトボーナス
河名マスト ※70万円
チハヤフル・ズッキーニョス ※20万円
イ・イサク ※10万円